# Георги Казаков
Георги Димитров Казаков е български революционер, деец на Вътрешната македоно-одринска революционна организация.

## Биография
Георги Казаков е роден в 1876 година в тракийското градче Бунархисар, тогава в Османската империя, в семейството на Димитър Казаков – дългогодишен църковно-училищен общественик и касиер на църковно-училищното настоятелство в Бунар Хисар. Георги Казаков влиза във ВМОРО, както сам пише: „в борбата ни за освобождението на българите от турското иго в Тракия и Македония“ и е член на организацията до края на октомври 1913 година. Участва в Илинденско-Преображенското въстание през лятото на 1903 година в Бунархисарския революционен район. Посреща българските войски в 1912 година по време на Балканската война. След оттеглянето им при Междусъюзническата война е предаден от местни гърци, арестуван от турците и жестоко малтретран в затвора. Осъден е в Цариград и затворен в затвора Селемие Къшласи в Скутари. Амнистиран е след сключването на Цариградския договор и пуснат в края на 1913 година без право да се завръща в Бунархисар и се изселва в Свободна България.
На 10 април 1943 година, като жител на село Горен Близнак, Варненско, подава молба за българска народна пенсия, която е одобрена и пенсията е отпусната от Министерския съвет на Царство България.